# علامة لا ينتمي
علامة لا ينتمي (∉) هو رمز رياضي . يستخدم للدلالة على عدم انتماء عنصر إلى مجموعة ما. (مثال : 5 ∉ {8 ، 7 ، 1 ، 10} )[بحاجة لمصدر]

## أمثلة
باستخدام هذه المجموعات : A = {1 ، 2 ، 3 ، 4} و B = {7 ، 8 ، 9 ، 10} و C = {أحمر ، أخضر، أزرق}:
6 ∉ A
{6 ، 0} ∉ B
أصفر ∉ C